# Golobinjek ob Sotli
Golobinjek ob Sotli je naselje u slovenskoj Općini Podčetrtku. Golobinjek ob Sotli se nalazi u pokrajini Štajerskoj i statističkoj regiji Savinjskoj. 

## Stanovništvo
Prema popisu stanovništva iz 2002. godine naselje je imalo 61 stanovnika.